# NGC 5445
NGC 5445 est une galaxie lenticulaire située dans la constellation des Chiens de chasse. Sa vitesse par rapport au fond diffus cosmologique est de 4 080 ± 14 km/s, ce qui correspond à une distance de Hubble de 60,2 ± 4,2 Mpc (∼196 millions d'al). NGC 5445 a été découverte par l'astronome germano-britannique William Herschel en 1785.
À ce jour, une mesure non basée sur le décalage vers le rouge (redshift) donne une distance d'environ 39,800 Mpc (∼130 millions d'al). Cette valeur est à l'extérieur des valeurs de la distance de Hubble. Notons que c'est avec la valeur moyenne des mesures indépendantes, lorsqu'elles existent, que la base de données NASA/IPAC calcule le diamètre d'une galaxie et qu'en conséquence le diamètre de NGC 5445 pourrait être d'environ 34,7 kpc (∼113 000 al) si on utilisait la distance de Hubble pour le calculer.

## Groupe de NGC 5440
Selon A.M. Garcia, la galaxie NGC 5445 fait partie du groupe de NGC 5440, la plus grosse galaxie de ce groupe. Ce groupe de galaxies compte au 5 membres. Les autres galaxies du groupe sont NGC 5399, NGC 5440, NGC 5444 et UGC 8984.
D'autre part, Abraham Mahtessian mentionne aussi ce groupe, mais il ne contient que quatre galaxies. La galaxie NGC 5399 n'y figure pas. Quant à la galaxie UGC 8984, Mahtessian emploie la désignation 1401+3559 pour la désigner, une malheureuse abréviation pour CGCG 1401.6+3559 qui rend difficile, sinon impossible, l'identification de plusieurs galaxies de ses listes.